# سكوت كوهن
سكوت كوهن (بالإنجليزية: Scott Cohen)‏ (و. 1961 – م) هو ممثل، وممثل تلفزيوني، من الولايات المتحدة الأمريكية، ولد في مدينة نيويورك.

## وصلات خارجية
- سكوت كوهن على موقع IMDb (الإنجليزية)
- سكوت كوهن على موقع ألو سيني (الفرنسية)
- سكوت كوهن على موقع ميوزك برينز (الإنجليزية)
- سكوت كوهن على موقع أول موفي (الإنجليزية)
- سكوت كوهن على موقع قاعدة بيانات برودواي على الإنترنت (الإنجليزية)
- سكوت كوهن على موقع قاعدة بيانات الأفلام السويدية (السويدية)
- سكوت كوهن على موقع إن إن دي بي (الإنجليزية)
- سكوت كوهن على موقع قاعدة بيانات الفيلم (الإنجليزية)
- سكوت كوهن على موقع كينوبويسك (الروسية)